# 松島史奈
松島 史奈（まつしま ふみな、1994年3月15日 - ）は、日本の女優、モデル、歌手である。株式会社BABYBOO所属
三重県津市出身

## 歴史・人物
三重大学教育学部音楽学科声楽コース卒。卒業後に上京し、女優やモデルとしての活動を始める。

## 出演

### 映画
- 潜入捜査官〜洗脳の監獄〜 （2017年12月） - 脇田 役
- スマホを落としただけなのに（2018年11月2日、スマホを落としただけなのに制作委員会）

### テレビ番組
- ええじゃないか。ふれあいたっぷり旅（2019年4月1日 - 2021年3月29日、三重テレビ放送）

### 舞台
- 空感演人プロデュース『それゆけ！遠山一座（2017年6月）
- go jet go go （2017年7月）

### 広告
- オージオ化粧品 美顔器モデル（2018年1月）
- さんび堂 着物モデル（2018年2月）
- トイカツ道場モデル（2018年5月）
- オッズパークCM　青ジョッキー役（2021年）
- スマートフィット100 モデル（2023年）[3]
- 花王ビオレ TVCM（2023年）[4]

### 音楽
- ムゲンフェス（2018年11月12日、南青山マンダラ）
- Destination〜vol.9〜（2019年1月13日、ヤマハ銀座スタジオ）
- 東京エレクトリックアリア　2022年　ブルースアレイ

### その他
- ニコジョッキーアイドル検品中（2017年8月）
- 津市サッカー協会アンバサダー（2018年12月 - ）